# Gemeentelijke herindelingsverkiezingen in Nederland 2021
De gemeentelijke herindelingsverkiezingen in Nederland van 2021 waren tussentijdse verkiezingen voor een gemeenteraad in Nederland die gehouden werden op 24 november 2021.
De verkiezingen werden gehouden in elf gemeenten die betrokken waren bij een herindelingsoperatie die op 1 januari 2022 is doorgevoerd.
De volgende gemeenten waren bij deze verkiezingen betrokken:
- de gemeenten Heerhugowaard en Langedijk: samenvoeging tot een nieuwe gemeente Dijk en Waard;[1]
- de gemeenten Boxmeer, Cuijk, Grave, Mill en Sint Hubert en Sint Anthonis: samenvoeging tot een nieuwe gemeente Land van Cuijk;[2]
- de gemeenten Landerd en Uden: samenvoeging tot een nieuwe gemeente Maashorst;[3]
- de gemeenten Beemster en Purmerend: opheffing van Beemster en toevoeging van het grondgebied aan Purmerend.[4]

In deze gemeenten zijn de reguliere gemeenteraadsverkiezingen van 16 maart 2022 niet gehouden.
Door deze herindelingen daalde het aantal gemeenten in Nederland per 1 januari 2022 van 352 naar 345.

## Opmerking
Twee andere Nederlandse gemeenten, Amsterdam en Weesp, fuseerden later in 2022, te weten op 24 maart. Daar werden de herindelingsverkiezingen op dezelfde datum gehouden als de reguliere gemeenteraadsverkiezingen van 16 maart 2022 in de rest van het land. 